# بنيامين بارغ
بنيامين بارغ (بالألمانية: Benjamin Barg)‏ هو لاعب كرة قدم ألماني في مركز الوسط، ولد في 15 سبتمبر 1984 في بون في ألمانيا. لعب مع نادي آلن ونادي ساندهاوزن ونادي فوبرتال الرياضي ونادي كارلسروه.

## وصلات خارجية
- بنيامين بارغ على موقع قاعدة بيانات كرة القدم.إي يو (الإنجليزية)
- بنيامين بارغ على موقع بيانات كرة القدم. دي إي (الألمانية)
- بنيامين بارغ على موقع عالم كرة القدم.نت (الإنجليزية)